# Dona Catherina
Dona Catherina (+ 10 de juliol de 1613) de nom singalès Kusumasana Devi, fou reina de Uda Rata (Kandy) el 1594.
Era filla del rei de Uda Rata (capital: Senkadagala) Karaliyadde Bandara, que fou derrotat a Balane per les forces de Raja Sinha I que van ocupar Senkadagala. Karaliyadda va fugir a Trincomalee on va morir de verola amb diversos membres de la seva família. Va sobreviure la seva filla Kusumasana, hereva legal, un nebot de nom Jama Sinha Bandar i el jove fill d'aquest. La princesa, de només un any, sota custòdia de Jama Sinha Bandara, fou portada a Jaffna on va demanar protecció al rei tàmil i després va arribar a territori portuguès, sent criada com a europea i sent batejada com Dona Catherina. Jama Sinha Bandara fou batejat com Don Felipe i el seu fill com Don João.
Els portuguesos que dominaven la zona costanera i exercien el protectorat efectiu sobre els regnes de Kotte i Sitawaka, van decidir conquerir la resta de Ceilan: el regne de Uda Rata, que seria per Dona Catherina que seria casada amb un portuguès, expulsant a Konappu que regnava amb el nom de Wimala Dharma Surya, i això fou encarregat a Pedro Lopes de Sousa, que s'havia destacat darrerament en la campanya de Malaca.
A finals d'abril de 1594 uns 600 soldats portuguesos ben entrenats, a les ordres de Pedro Lopes de Sousa, nomenat governador i general conqueridor van iniciar la conquesta. Amb forces de Jayawira Bandara, rei de Sitawaka, i 9000 lascarins van marxar de Colombo cap a Menikkadawara. Alli se li va reunir Dona Catherina procedent de Manar; el pas de Balane estava abandonat i van poder avançar sense oposició fins al Mahaweli Ganga; Vimala Dharma Suriya I es va fer fonedís en les selves de la part oriental de l'illa on habitaven el poble anomenat veddehs, considerats aborígens pre-aris, favorables al rei i on aquest havia amagat la seva família i tresor. El seu palau fou ocupat pels portuguesos amb una guàrdia per la princesa l'accés a la qual fou prohibit excepte per alguns religiosos portuguesos i una dama europea; la població va sospitar que els portuguesos volien conquerir el país en benefici propi i no de la seva princesa nativa i la gent va fugir per engreixar els rangs de Vimala Dharma Suriya I. La princesa havia de ser casada amb Francisco de Silva, famós com el portuguès més alt i ben plantat de l'Índia, però finalment això no era cert i aquest va tornar a Manar.
De mica en mica els portuguesos es van veure fustigats i amenaçats; no els arribaven provisions i es va començar a dubtar de la lleialtat de Jayawira Bandara i un missatge conspiratiu suposadament d'aquest fou interceptat i el comandant portuguès el va matar (es creu que en realitat era innocent) i després van massacrar a tots els seus homes; els lascarins, lleials a Jayawira, van desertar. Lopes va decidir retirar-se a Balane però foren atacats pels lascarins ansiosos de venjança, auxiliats per les forces de Wimala Dharma, i destruïts; només una part de la força portuguesa (220 homes) resistia (tots amb alguna ferida; el mateix Lopes tenia almenys 8 ferides) i al sortir el Sol es van rendir (6 d'octubre de 1594).
Dona Catherina va quedar presonera de Wimala Dharma i va esdevenir la seva principal esposa al palau de Senkadagala. Va tenir tres fills (Mahastana Adahasin, Surya Mahadahasin i Santana Adahasin). Va quedar vídua el 1604 i es va casar amb el regent Senarat que va reforçar la seva posició i es va proclamar rei; amb aquest va tenir altres tres fills (Kumarasingha Astana, Vijayapala Astane i Mahastane, el futur Raja Sinha II). Encara que convertida al budisme per la força, va romandre secretament cristiana.
La mort del seu fill Mahastane Adashin el 1612 la va afectar seriosament i va morir el 1613 (amb només 35 anys).